# Inscrição de Balshi

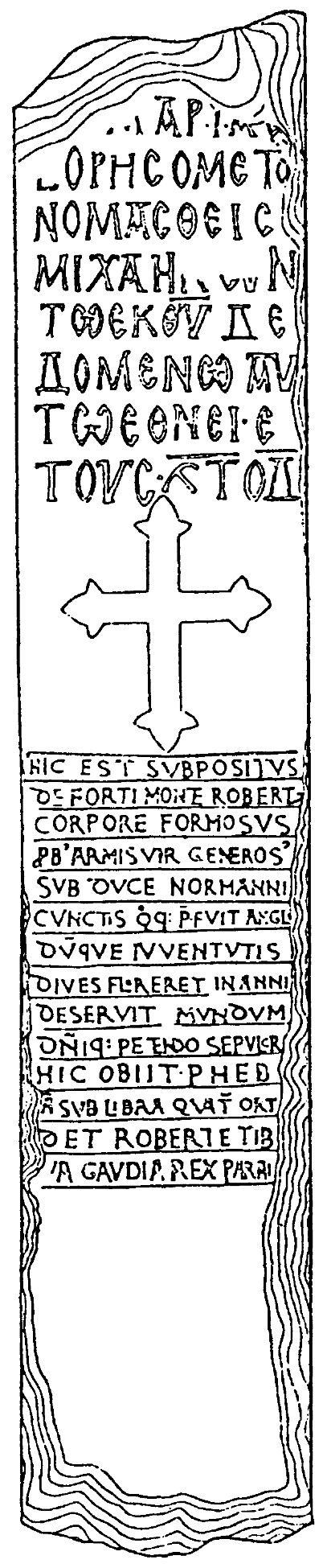
Desenho da coluna de Balshi.

A inscrição de Balshi é um epigrafo da época do knyaz Bóris I da Bulgária (r. 852–889) e que é um testemunho da cristianização da Bulgária. Ela tem este nome por ter sido escavada em Balshi, Albânia, em 1918.

## Inscrição
A inscrição em grego medieval está gravada na parte superior de uma coluna de mármore que também traz, na parte inferior e separada desta por uma cruz, um epitáfio posterior em latim do comandante normando Roberto de Monforte, que morreu em 1108. Ela foi descoberta por soldados austro-húngaros durante a Primeira Guerra Mundial a 25 quilômetros para o sudoeste da cidade albanesa de Berati, perto de Balshi, nas ruínas de um mosteiro. A localização atual da inscrição é desconhecida. Na primeira metade do século XX esteve no acervo dum museu em Durrës. O Museu Arqueológico Nacional, em Sófia, conservou uma impressão em gesso do epigrafo.
Ela é principal fonte doméstica para a cristianização da Bulgária na fronteira sudoeste do Primeiro Império Búlgaro e na região de Cutmichevitsa durante o reinado de Bóris. A concisa biografia de São Clemente de Ácrida por Demétrio Comateno sugere a existência de outras colunas similares na região de Glavinitsa comemorando o batismo dos búlgaros. Comateno atribuiu a construção delas ao próprio Clemente:
| “ | Ele [Clemente] nos deixou em Ócrida lembranças e livros sagrados, além de obras pessoais sobre seus pensamentos e escritas de próprio punho, que ainda são honradas e estimadas por todo povo na mesma medida que as Tábuas da Lei de Moisés, escritas por Deus. E, em Cefalônia ainda se podem ver colunas de pedra até hoje, nas quais letras foram inscritas marcando a incorporação a a integração do povo a Cristo. | ” |

## Texto
| “ | [Εβαπτισθη ο εκ θ(εo)υ αρχων Βουλγ]αρια[ς] Βορης ο μετο- νομασθεις Μιχαηλ συν τω εκ θ(εο)υ δε- δομενω αυ- τω εθνει ε- τους ςτοδ. | ” |

| “ | [O arconte pela graça de Deus da Bulgária Bóris, renomeado Miguel, [foi batizado] juntamente com seu povo dado por Deus no ano 6374 [1 de setembro de 865 até 31 de agosto de 866] | ” |